# Funiculaire de Spa
 (janvier 2022).
Si vous disposez d'ouvrages ou d'articles de référence ou si vous connaissez des sites web de qualité traitant du thème abordé ici, merci de compléter l'article en donnant les références utiles à sa vérifiabilité et en les liant à la section « Notes et références ».

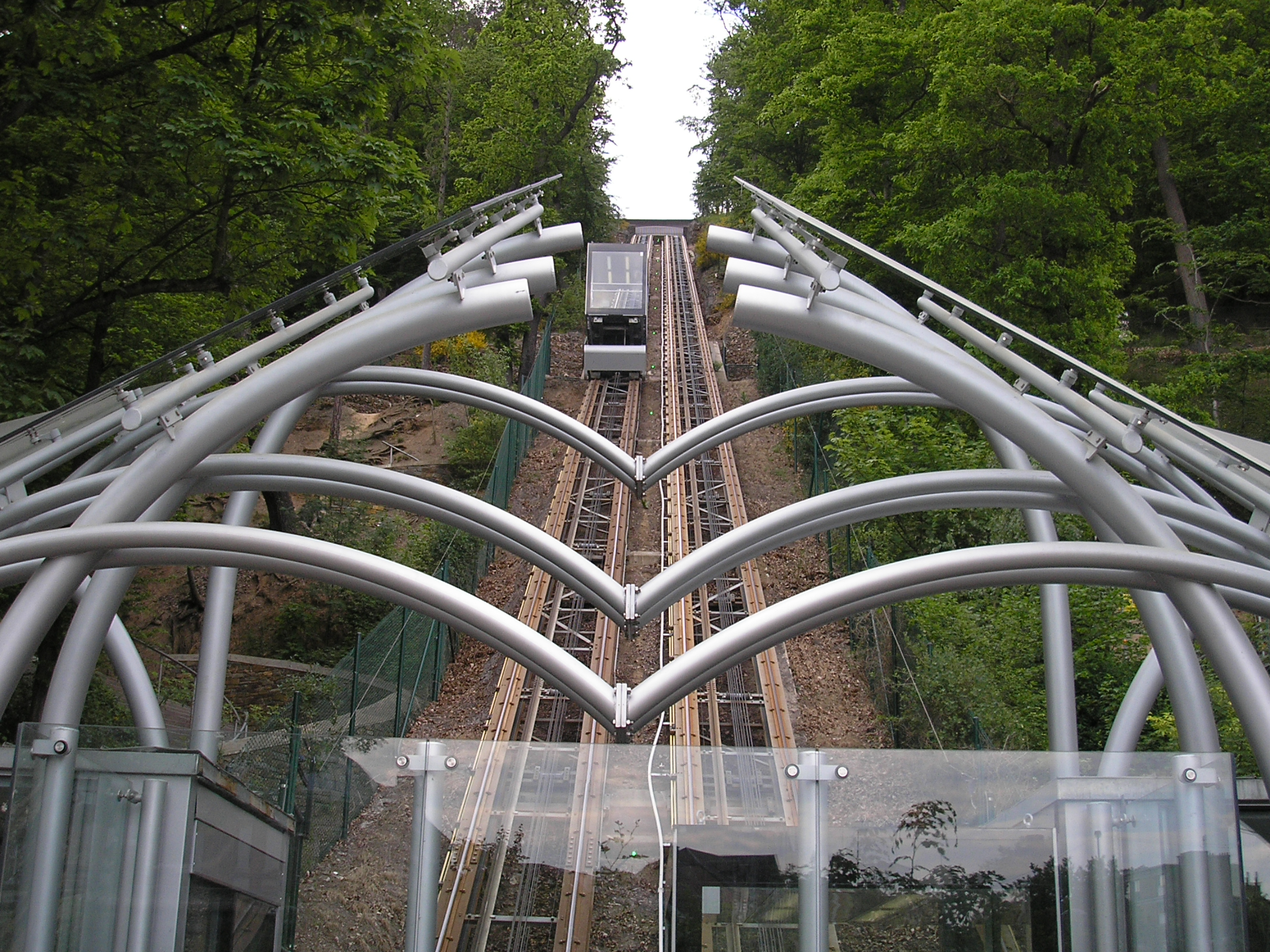
Funiculaire de Spa (Vue de la station inférieure)

Le Funiculaire de Spa est un double ascenseur incliné reliant le centre de la ville de Spa (Belgique) (rue Reine Astrid) à la colline ‘Annette et Lubin’ où se trouve un établissement thermal important.

## Histoire
Spa, ville d’eaux se trouvant dans la province de Liège en Belgique, est connue depuis longtemps pour ses sources et les vertus curatives de ses eaux thermales. Particulièrement prisée à la fin du XIXe et début du XXe siècle, la ville connaît un renouveau thermal au début du XXIe siècle. Aussi, pour relier le centre de la ville aux nouveaux thermes ultramodernes bâtis sur la colline ‘Annette et Lubin’ un ascenseur incliné a été construit. Les travaux commencèrent en 2002 et furent terminés en 2004.

## Caractéristiques
Entièrement automatisé - de l’achat du billet au pilotage des cabines - et équipé de portes palières, le funiculaire relie la place royale de Spa au centre thermal construit sur la colline ‘Annette et Lubin’ une centaine de mètres plus haut.
Appelé ‘funiculaire’ il s'agit techniquement d'un ascenseur incliné, les deux cabines étant indépendantes et ne faisant pas contrepoids l’une à l’autre. Une des cabines et son trajet est réservée aux curistes de l’hôtel 'Blu Radisson’ qui a sponsorisé la construction du funiculaire. L’autre est ouverte au public, moyennant le paiement d’1,50€ le billet aller. L'ascension dure environ 2 minutes, la vue environnante est étonnante. Le funiculaire termine sa course à l'intérieur même du centre thermal.